# Avión de guerra electrónica

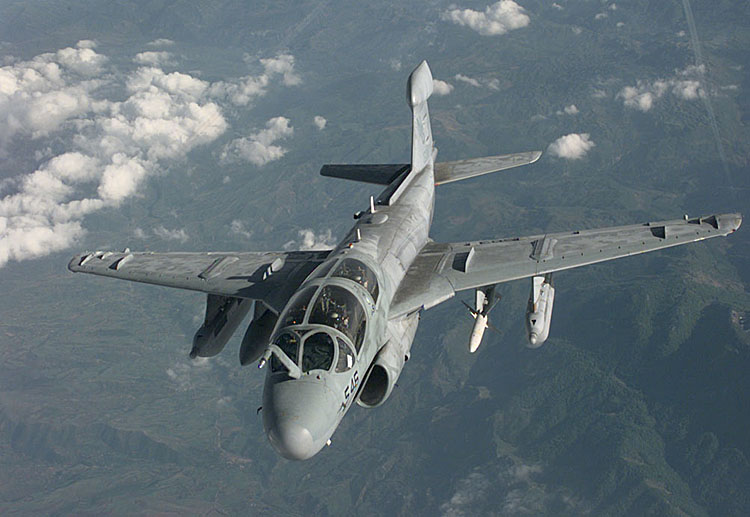
Grumman EA-6B Prowler

Un avión de guerra electrónica es un avión militar equipado para guerra electrónica, es decir, para el uso de contramedidas electrónicas en contra de sistemas de radio y radar enemigos.
Guerra electrónica es la denominación general que comprende las acciones adoptadas para buscar, interceptar, identificar y/o ubicar fuentes de energía irradiadas con el fin de obtener un reconocimiento inmediato de una amenaza. Así pues, los sistemas de contramedida suministran una fuente de información requerida para acción inmediata que incluye contramedidas electrónicas, acciones de evasión, localización del blanco y otro empleo táctico de las fuerzas.
En 1943, los aviones británicos Avro Lancaster fueron equipados con señuelos, con el propósito de cegar los radares de defensa antiaérea enemigos. Fueron acompañados por aviones especializados, volados por el Grupo Número 100 de la RAF, que operaba bombarderos Halifaxes, Liberators y Fortresses modificados para el transporte de varios bloqueadores de radar como los Carpet, Airborne Cigar, Mandrel, Jostle y Piperack.

## Lista de aviones de guerra electrónica
Algunos ejemplos de aeronaves modernas diseñadas o modificadas para la guerra electrónica son:
- Antonov An-12BK-PPS (Unión Soviética)
- Antonov An-26REP (Unión Soviética)
- Boeing EA-18G Growler (Estados Unidos)
- Denel TP1 Oryx EW[2] (Sudáfrica)
- Chengdú J-10D (China)
- Douglas C-47TP EW[3] (Sudáfrica)
- Douglas EA-3 Skywarrior (Estados Unidos)
- Destructor Douglas EB-66 (Estados Unidos)
- Douglas EF-10B Skyknight (Estados Unidos)
- Embraer R-99 (Brasil)
- General Dynamics/Grumman EF-111A Cuervo (Estados Unidos)
- IAI 202B Aravá (Israel)
- Ilyushin Il-22PP (Unión Soviética) / (Rusia)
- Kawasaki EC-1 (Japón)
- Kawasaki RC-2 (Japón)
- Llamada de brújula Lockheed EC-130H (Estados Unidos)
- Mil Mi-8PP (Unión Soviética)
- Northrop Grumman EA-6B Prowler (Estados Unidos)
- Tornado ECR (Alemania / Italia)
- Shaanxi Y-8EW (China)
- Shaanxi Y-8-GX1 (China)
- Shaanxi Y-9-GX11 (China)
- Shenyang J-15D (China)
- Shenyang J-16D (China)
- Sukhoi Su-24MP (Unión Soviética)
- Tupolev Tu-16RM-2 (Unión Soviética)
- Yakovlev Yak-28PP (Unión Soviética)